# چدووو
چدووو (به صربی: Čedovo) یک روستا در صربستان است که در سینیتسا واقع شده‌است. چدووو ۱۰۸ نفر جمعیت دارد.